# Strelka (métro de Nijni Novgorod)
La Strelka (russe : Стрелка) est une station du métro de Nijni Novgorod qui a été ouverte le 12 juin 2018. C'est le terminus nord de la ligne 2.
La station est située près du stade de Nijni Novgorod, l'un des sites de la Coupe du monde de football 2018. Le nom, qui signifie «cracher» (de terre) en russe, fait référence à la flèche de Nijni Novgorod au confluent des rivières Oka et Volga.

## Histoire
Bien que des plans d'extension nord de la ligne existent depuis un certain temps, peu de progrès ont été réalisés. La construction vers la station de métro Iarmarka a commencé en 1993, mais a été suspendue en 1996 en raison d'un manque de financement. L’annonce de la victoire de la Russie sur la candidature pour la Coupe du monde 2018 a changé les priorités de la ville. En 2012, la ville a annoncé qu'avec la construction du nouveau stade dans le quartier de Strelka, elle construirait également une nouvelle station de métro pour un accès facile des supporters.